# Ictinogomphus celebensis
Ictinogomphus celebensis – gatunek ważki z rodziny gadziogłówkowatych (Gomphidae).